# دنیس بروتوس
دنیس وینسنت بروتوس (Dennis Vincent Brutus) ‏ (۲۸ نوامبر ۱۹۲۴–۲۶ دسامبر ۲۰۰۹)، یک فعال اجتماعی، آموزگار، روزنامه‌نگار و شاعر اهل آفریقای جنوبی بود که بیشتر به خاطر مبارزاتش برای ممنوع شدن شرکت آفریقای جنوبی زمان رژیم آپارتاید در بازی‌های المپیک معروف است.
مبارزات بیست سالهٔ او با نظام حاکم بر کشورش بارها او را به‌گفتهٔ خودش روانهٔ دخمه‌های «ساروج و آپارتاید» کرده و باعث شد سال‌ها در تبعیدگاه‌ها به‌سر ببرد.
بروتوس شاعری است مصمّم و پرشور که همواره در شعرش ناپایداری سرنوشت میهن و هم‌میهنان خود را بیان می‌کند.

## نمونه شعر
اشعار زیر از مجموعهٔ شعر شاعر به‌نام «امید سرسخت» ترجمه شده‌است:
زعفران و ترنج و خون:
زعفران و ترنج و خون
این چنین
در سپیده‌دمان پیش در آسمان نشت می‌کردند.
در کامیون ارتشی به سوی زندان رفتن
از میان میله‌ها روز جزیره را نگریستن
و چه بسیار روزها پیش از آن.
خشمی سرخ از ذهنم برون می‌تراود
چون جویباری از خون
آه، رفیقانم کی به‌خود خواهند آمد؟
آه، کلام عاصی‌شان چه هنگام
به اراده‌ای تیره و بی‌زوال بدل خواهد شد؟

## آثار
- Sirens Knuckles and Boots (آژیرها، قوزک‌ها و چکمه‌ها) (۱۹۶۳)
- Letters to Martha and Other Poems from a South African Prison (نامه به مارتا و دیگر اشعار از زندان آفریقای جنوبی) (۱۹۶۸)
- Poems from Algiers (سروده‌هایی از الجزیره) (۱۹۷۰)
- A Simple Lust (هوسی ساده) (۱۹۷۳)
- China Poems (اشعار چین) (۱۹۷۵)
- Stubborn Hope (امیدی سرسختانه) (۱۹۷۸)
- Salutes and Censures (درودها و سانسورها) (۱۹۸۲)
- Airs & Tributes (نغمه‌ها و پیشکش‌ها) (۱۹۸۹)
- Still the Sirens (هنوز هم آژیر) (۱۹۹۳)
- Remembering Soweto (به یاد سووتو) (۲۰۰۴)
- Leafdrift (برگ‌انباشت) (۲۰۰۵)
- Poetry and Protest: A Dennis Brutus Reader (شعر و اعتراض: نوشتارهایی از دنیس بروتوس) (۲۰۰۶)